# 山东省蒙阴第一中学
山东省蒙阴第一中学（简称：蒙阴一中，英语：No.1 High School of Mengyin Shandong Province）是位于山东省临沂市蒙阴县的一所全日制公立高中，始建于1953年。

## 学校历史
1953年5月，“山东省蒙阴中学”开始筹备建立，校名由山东省教育厅命名。
1954年，学校首次招收初中学生。第一届初中学生共128人（一说132人）。
1956年，改称“山东省蒙阴第一中学”。
1959年，开始招收高中学生。
1962年，因修建岸堤水库，原“蒙阴三中”的初三年级并入蒙阴一中。同年8月，蒙阴师范撤销，部分教职工及校舍亦并入一中。
1984年，学校被确定为临沂地区重点中学；1986年又被确定为副县级中学。
2001年6月，蒙阴县委决定实行“三校合一，一校两制”的中学学校管理体制，在蒙阴一中设置三个分校：原“蒙阴县实验中学”和原蒙阴县教师进修学校（又称高考补习学校）与蒙阴一中合并，分别称为“蒙阴一中二分校”和“蒙阴一中三分校”，原蒙阴一中改为“蒙阴一中一分校”；同年10月，山东省教育厅同意蒙阴一中二分校按民办学校办学。至此，蒙阴一中实现公办和民办两种体制并存的管理形式。
2007年，蒙阴一中二分校恢复原“蒙阴县实验中学”名称，独立办学，一分校和三分校更名为东校区和西校区。同年12月，蒙阴一中被确定为省级规范化学校。
2011年3月，蒙阴一中被确定为改革创新项目（“1751”工程项目）学校。同年8月，蒙阴一中西校区亦开始独立办学，成立“蒙阴县第四中学”。
2018年，县委决定学校体制去行政化。
2021年初，时任蒙阴一中党总支书记、校长的张明平宣布专任学校党总支书记，李成祥任校长。

## 校园概况
学校仅有一个校区，占地287.5亩，总建筑面积86439.3平方米；现有致远、致和、致兴（原初中教学楼）、实验、综艺等教学楼，图书楼、学生公寓、餐厅、总务、办公楼等楼房，另有占地95亩的运动场地（县公共体育场）经地下通道与校园联通。
截至2020年，学校共招生764个教学班，培养约59553名毕业生。2021年，学校声称当年毕业生“高考录取率达到了100%”。

## 教学体制

### 级部制度
蒙阴一中实行“年级——级部——班级”的教学管理体制。2015年之前，学校各年级普遍分为“一级部”和“二级部”两个独立部分，均隶属于本年级。从2015级开始至2019级，又实行“学优部”同“A部”的级部制度，其中学优部学生的成绩、综合素质等方面均优于A部。2020级以后又出现了“文部”“理部”的分别方式。2022级还出现了“四楼级部”“五楼级部”的级部制度，但在2023年秋季运动会前，“四楼级部”更名为“一级部”“五楼级部”更名为“二级部”，同时，2023级也采用了“一级部”“二级部”的级部制度。且自2022级起，年级不再分文理，由各级部统一管理文、理科班、各级部实力相当，更加均衡。

### 德育
学校将德育工作作为推动学校发展的总引擎，并指定了“爱心即教育、态度即能力、习惯即成绩、活动即成长、兴趣即动力”的德育方略。在2021年以前的张明平时期，学校经常举行一系列活动，包括艺术节、班歌比赛、升旗仪式等。李成祥任校长后，每年活动举行次数开始下降。

## 校园文化

### 石榴节
石榴节是蒙阴一中特有的校园节庆活动。自2013年起，每年秋季都举行系列活动，至今已举行8届（2020年为第八届）。2021年后取消。

### 教师之歌
除校歌《蒙阴儿女奋进曲》外，蒙阴一中也有为本校教师编写的歌曲《教师的美》，由张明平、赵元平作词，赵润泽作曲。

### 太极拳表演
高二年级的太极拳表演是蒙阴一中校园运动会开幕式的重要部分。除2020年因疫情未能举行运动会外，每年开幕式均有此节目。在2023年秋季运动会中，该活动被取消且替换为五步拳。

### 学子森林园
位于校园西部教学区与学生公寓之间，系由原学校公园扩建而来。园中有历届毕业生种植的树木或树立的纪念性物件等。